# Temporada da NHL de 1951–52
A temporada da NHL de 1951–52 foi a 35.ª  temporada da National Hockey League (NHL). Seis times jogaram 70 partidas cada. O Detroit Red Wings venceu a Stanley Cup ao varrer o Montreal Canadiens por 4-0.

## Negócios da Liga
Uma disputa de longa duração entre o presidente do Boston Weston Adams e o administrador-geral Art Ross terminou em 12 de outubro de 1951, quando Adams vendeu suas ações do Boston Garden a Walter Brown.
Chicago, que havia feito a negociação gigantesca de 9 jogadores na temporada anterior, agora decidiu fazer a maior negociação financeira por jogadores até essa época  ao pagar $75.000 por Jim McFadden, George Gee, Jimmy Peters, Clare Martin, Clare Raglan e Max McNab.

## Temporada Regular
Conn Smythe ofereceu $10.000 a qualquer um que achasse Bill Barilko, desaparecido desde 26 de agosto. Barilko e Dr. Henry Hudson haviam deixado a Rupert House em James Bay no avião do doutor para Timmins, após uma viagem de pescaria de fim de semana, e não haviam sido encontrados.
Pela quarta temporada seguida, o Detroit Red Wings terminou no primeiro lugar deral da National Hockey League. 

### Melhores Momentos
Montreal abriu a temporada para um público de 15.100 com vitória sobre o Chicago por 4–2. Rocket Richard teve um gol e Bernie Geoffrion fez dois. Na mesma noite, Terry Sawchuk teve seu primeiro jogo sem sofrer gols da temporada com a vitória do Detroit sobre Boston por 1–0.
A Princesa (posteriormente Rainha) Elizabeth e o Príncipe Phillip estiveram na torcida no Montreal Forum, e Floyd Curry jogou muito bem, com três gols, e Richard marcou duas vezes na vitória de Montral diante do New York Rangers por 6–1.
Inspirado pelo retorno de ao time titular Black Jack Stewart, Chicago conseguiu uma rara derrota do Red Wings right no Olympia, 6–2. Durante o jogo, o jogador de Chicago Gus Bodnar machucou seu ombro e Harry Lumley machucou um joelho. O treinador Moe Roberts, que jogou sua primeira partida na NHL por Boston em 1925–26, jogou o resto de sua carreira no gol de Chicago e jogou razoavelmente bem aos 46. Roberts cotninuaria como a pessoa mais velha a jogar na NHL até que Gordie Howe retornou à NHL aos 51 anos em 1979.
Chicago não estava com boas apresentações e então eles resolveram experimentar partidas à tarde. Isso funcionou, com o maior público da temporada, 13.600 torcedores, em uma partida de 20 de janeiro em que Chicago perdeu para Toronto por 3–1.
A noite de Elmer Lach ocorreu em 8 de março no Forum em Montreal, em que os Canadiens empataram com Chicago: 4–4. 14.452 torcedores estavam lá para ver Lach presenteado com um carro, barco de remo, um baú térmico, suítes no quarto e sala de jantar, um refrigerador e muitos outros artigos.
Na última noite da temporada, em 23 de março de 1952, com nenhum interesse no Madison Square Garden, 3.254 torcedores viram o jogador de Chicago, Bill Mosienko, marcou o mais rápido hat-trick da história da NHL, com 3 gols em 21 segndos. Lorne Anderson foi o goleiro que sofreu os gols de Chicago. Gus Bodnar também estabeleceu um recorde como as mais rápidas três assistências na história da NHL, já que ele o fez nos três gols de Mosienko. Chicago beat bateu o New York Rangers por 7–6.

### Classificação Final
Nota: PJ = Partidas Jogadas, V = Vitórias, D = Derrotas, E = Empates, Pts = Pontos, GP = Gols Pró, GC = Gols Contra

Times que se classificaram aos play-offs estão destacados em negrito
| National Hockey League | PJ | V  | D  | E  | Pts | GP  | GC  |
| ---------------------- | -- | -- | -- | -- | --- | --- | --- |
| Detroit Red Wings      | 70 | 44 | 14 | 12 | 100 | 215 | 133 |
| Montreal Canadiens     | 70 | 34 | 26 | 10 | 78  | 195 | 164 |
| Toronto Maple Leafs    | 70 | 29 | 25 | 16 | 74  | 168 | 157 |
| Boston Bruins          | 70 | 25 | 29 | 16 | 66  | 162 | 176 |
| New York Rangers       | 70 | 23 | 34 | 13 | 59  | 192 | 219 |
| Chicago Black Hawks    | 70 | 17 | 44 | 9  | 43  | 158 | 241 |

### Artilheiros
PJ = Partidas Jogadas, G = Gols, A = Assistências, Pts = Pontos, PEM = Penalizações em Minutos
| Jogador          | Time                | PJ | G  | A  | Pts | PEM |
| ---------------- | ------------------- | -- | -- | -- | --- | --- |
| Gordie Howe      | Detroit Red Wings   | 70 | 47 | 39 | 86  | 78  |
| Ted Lindsay      | Detroit Red Wings   | 70 | 30 | 39 | 69  | 123 |
| Elmer Lach       | Montreal Canadiens  | 70 | 15 | 50 | 65  | 36  |
| Don Raleigh      | New York Rangers    | 70 | 19 | 42 | 61  | 14  |
| Sid Smith        | Toronto Maple Leafs | 70 | 27 | 30 | 57  | 6   |
| Bernie Geoffrion | Montreal Canadiens  | 67 | 30 | 24 | 54  | 66  |
| Bill Mosienko    | Chicago Black Hawks | 70 | 31 | 22 | 53  | 10  |
| Sid Abel         | Detroit Red Wings   | 70 | 17 | 36 | 53  | 32  |
| Ted Kennedy      | Toronto Maple Leafs | 70 | 19 | 33 | 52  | 33  |
| Milt Schmidt     | Boston Bruins       | 69 | 21 | 29 | 50  | 57  |

## Playoffs
Nos playoffs, Detroit terminou com um histórico de 8–0, a primeira vez que um time ficou invicto nos playoffs desde o Montreal Maroons de 1934–35. Os Wings marcaram 24 gols nos playoffs, comparados aos cinco gols somados de seus oponentes. 

## Prêmios da NHL
| Troféu Príncipe de Gales:  | Detroit Red Wings                    |
| Troféu Art Ross:           | Gordie Howe, Detroit Red Wings       |
| Troféu Memorial Calder:    | Bernie Geoffrion, Montreal Canadiens |
| Troféu Memorial Hart:      | Gordie Howe, Detroit Red Wings       |
| Troféu Memorial Lady Byng: | Sid Smith, Toronto Maple Leafs       |
| Troféu Vezina:             | Terry Sawchuk, Detroit Red Wings     |

### Times das Estrelas
| Primeiro Time                    | Position | Segundo Time                        |
| -------------------------------- | -------- | ----------------------------------- |
| Terry Sawchuk, Detroit Red Wings | G        | Jim Henry, Boston Bruins            |
| Red Kelly, Detroit Red Wings     | D        | Hy Buller, New York Rangers         |
| Doug Harvey, Montreal Canadiens  | D        | Jimmy Thomson, Toronto Maple Leafs  |
| Elmer Lach, Montreal Canadiens   | C        | Milt Schmidt, Boston Bruins         |
| Gordie Howe, Detroit Red Wings   | RW       | Maurice Richard, Montreal Canadiens |
| Ted Lindsay, Detroit Red Wings   | LW       | Sid Smith, Toronto Maple Leafs      |

## Estreias
O seguinte é uma lista de jogadores importantes que jogaram seu primeiro jogo na NHL em 1951-52 (listados com seu primeiro time, asterisco(*) marca estreia nos play-offs):
- Leo Labine, Boston Bruins
- Real Chevrefils, Boston Bruins
- Kenny Wharram, Chicago Black Hawks
- Don Marshall, Montreal Canadiens
- Dickie Moore, Montreal Canadiens
- Wally Hergesheimer, New York Rangers
- Eric Nesterenko, Toronto Maple Leafs
- Leo Boivin, Toronto Maple Leafs

## Últimos Jogos
O seguinte é uma lista de jogadores importantes que jogaram seu último jogo na NHL em 1951-52 (listados com seu último time):
- Bobby Bauer, Boston Bruins
- Roy Conacher, Chicago Black Hawks
- Jack Stewart, Chicago Black Hawks
- Bep Guidolin, Chicago Black Hawks
- Turk Broda, Toronto Maple Leafs
- Bill Juzda, Toronto Maple Leafs